# Frank Jurić
Pour les articles homonymes, voir Jurić.
Frank Jurić, né le 28 octobre 1973 à Melbourne, est un footballeur australien. Il évolue au poste de gardien de but.
Il a participé aux Jeux olympiques de 1996 et a été sélectionné pour la Coupe des confédérations 2001 en tant que gardien remplaçant.

## Carrière
- 1990-1991 : Australian Institute of Sport  Australie
- 1992-1996 : Melbourne Knights  Australie
- 1996-1997 : Collingwood Warriors  Australie
- 1997-1999 : Fortuna Düsseldorf  Allemagne
- 1999-2004 : Bayer Leverkusen  Allemagne
- 2004-2008 : Hanovre 96  Allemagne
- 2008- : Perth Glory FC  Australie

## Sélections
- 2 sélections et 0 but avec l'Équipe d'Australie de 1995 à 1996.